# Dysjön (Gustav Adolfs socken, Värmland)
Dysjön är en sjö i Hagfors kommun i Värmland och ingår i Göta älvs huvudavrinningsområde. Sjön är 15 meter djup, har en yta på 1 kvadratkilometer och är belägen 265,7 meter över havet. Sjön avvattnas av vattendraget Dysjöälven.

## Delavrinningsområde
Dysjön ingår i det delavrinningsområde (666746-139474) som SMHI kallar för Utloppet av Dysjön. Medelhöjden är 310 meter över havet och ytan är 12,18 kvadratkilometer. Det finns inga avrinningsområden uppströms utan avrinningsområdet är högsta punkten. Dysjöälven som avvattnar avrinningsområdet har biflödesordning 4, vilket innebär att vattnet flödar genom totalt 4 vattendrag innan det når havet efter 381 kilometer. Avrinningsområdet består mestadels av skog (79 procent). Avrinningsområdet har 1,44 kvadratkilometer vattenytor vilket ger det en sjöprocent på 11,8 procent.